# ウェスリー・ブリスコ
ウェス・ブリスコ（Wesley "Wes" Brisco、1983年2月21日 - ）は、アメリカ合衆国のプロレスラー。フロリダ州タンパ出身。
父はWWEのロード・エージェントであるジェリー・ブリスコ。伯父は元NWA世界ヘビー級王者のジャック・ブリスコ。

## 来歴
2008年3月29日、WWEのホール・オブ・フェイムにて、父であるジェリー・ブリスコと伯父のジャック・ブリスコの殿堂入りに出席。

### WWE

#### FCW
2009年、WWEとディペロップメント契約。傘下団体のFCWにてウェス・ブリスコ（Wes Brisco）のリングネームで3月20日にデビュー。同日の25人バトルロイヤルに出場し、優勝を飾った。FCWでの試合出場は多いものの、タイトル戦線やストーリーに絡めずにいたが、2010年11月、エグザビアー・ウッズとタッグを組み、デリック・ベイトマン & ジョニー・カーティスからFCWフロリダタッグチーム王座を奪取。しかし、翌月にタイタス・オニール & ダミアン・サンドウに敗れ王座から陥落。王座陥落後、ウッズとのタッグは解消すると出番がなくなり、2011年6月にリリースとなった。

### インディー団体
WWE解雇後、フロリダを拠点とするFUW（Florida Underground Wrestling）やリングウォリアーズ（Ring Warriors）に参戦。FUWでは元FCW所属のダコタ・ダーソウとセカンド・カミングなるタッグチームを結成して活動する傍ら、シングルでは2012年4月24日に大ベテランのフィーデル・シエラ（キューバン・アサシン）からFUWキューバンヘビー級王座を奪取した。7月にはプエルトリコの老舗団体であるWWCにスポット参戦し、9月にはリングウォリアーズにてリングウォリアーズ・グローバルタッグ王座争奪トーナメントにキャシディー・ライリーとのタッグでエントリーして優勝し、同王座を獲得した。

### TNA
2012年、TNAと契約を交わし入団。10月11日のImpact Wrestlingにてカート・アングルが待機していたバックステージに登場し、カートと会話を交わして去った。ギャレット・ビショフとタッグを組んで活動するようになり、11月にはカート、サモア・ジョーなどと結託し、エイシズ・アンド・エイツと抗争。
2013年1月31日、Impact Wrestlingにてギャレットと共にエイシズ・アンド・エイツに加入。3月10日にはPPVであるLockdown 2013にてアングルとのスティールケージマッチが行われ、ディーロ・ブラウンの介入により脱出に成功し、アングルから殊勲の金星を得た。4月11日にはアングルと再戦するが、ギャレットを呼び寄せてハンディキャップマッチに持ち込んでアングルを返り討ちにして見せた。以降、エイシズ・アンド・エイツのやりたい放題な状態が続いたが、メインイベント・マフィアの登場から徐々に追い込まれるようになりユニット間に亀裂が生まれ、9月26日にナックス & ギャレットと組んでメインイベント・マフィア（マグナス & スティング & サモア・ジョー）と6人タッグを行い敗戦し、試合後にエイシズ・アンド・エイツのメンバーから暴行を受け、ユニットから追放された。この試合を最後に試合に出場する機会がなくなり、2014年1月にTNAから解雇となった。

### インディー団体
TNA解雇後、再びFUWで活動を開始。1月25日、元TNA所属のマイキー・バッツと対戦して勝利した。3月7日、FUWヘビー級王者であるマイケル・ターヴァーに挑戦して勝利し、ベルトを奪取をした。
4月14日、新日本プロレスに参戦する事が決定。NWA世界ヘビー級王座を保持する小島聡に挑戦する事になった。そして5月3日、レスリングどんたくにてNWAの会長を務めるブルース・サープをセコンドに従えて小島と対戦。サープの介入があり、フィギュア・フォー・レッグロックで追いつめたものの、最後には小島のラリアットを喰らい轟沈。敗北となった。

## 得意技
- ブリスコロール

コーナーに走り込んできた相手を開脚ジャンプでかわし、相手の背中に馬乗りになって相手の胴を両足で挟み込む。そのまま前方に回転して相手を後ろに返し、押さえつけてフォールを奪う。
- ダイビング・クロス・ボディ
- フィギュア・フォー・レッグロック
- DDT
- ロシアン・レッグ・スウィープ

## 獲得タイトル
FCW
- FCWフロリダタッグチーム王座 : 1回

w / エグザビアー・ウッズ
FUW
- FUWヘビー級王座 : 1回
- FUWキューバンヘビー級王座 : 1回

リングウォリアーズ
- リングウォリアーズ・グローバルタッグ王座 : 1回

w / キャシディー・ライリー
CWF（Continental Wrestling Federation）
- CWFタッグ王座 : 1回

w / JDマーベリック
NWA
- NWAフロリダ・ヘビー級王座 (復活版) : 1回

## 入場曲
- Isn't This What You Want